# عبدالرحیم گواهی
عبدالرحیم گواهی (متولد ۱۳۲۳ در تهران) استاد ادیان، عرفان و فلسفه می‌باشد که در سیاست نیز ید طولایی دارد و از جمله باسابقه‌ترین شاگردان علامه محمدتقی جعفری است. او دبیر کل سازمان همکاری منطقه‌ای "اکو" در سال‌های ۱۳۷۹ تا ۱۳۸۱ و همچنین سفیر ایران در کشورهای ژاپن، سوئد، نروژ و فنلاند بوده‌است. وی رئیس دفتر مخصوص نخست وزیر و معاون وزیر مشاور در دولت بازرگان بوده‌است.

گواهی سمت‌های معاونت وزیر نفت در زمان علی اکبر معین فر، ریاست اتاق بازرگانی ایران و دبیری انجمن اسلامی مهندسین ایران را نیز در کارنامه خود دارد.

او هم‌اکنون ریاست مرکز پژوهش ادیان جهان و مدیریت گروه آینده نگری فرهنگستان علوم را بر عهده دارد.

## تحصیلات
وی فارغ‌التحصیل رشته نفت از دانشکده نفت آبادان (سال ۱۳۴۵)، مدیریت بازرگانی از مدرسه بازرگانی هاروارد – شعبه ایران (سال ۱۳۵۲) و دکترای ادیان خارجی از دانشگاه اوپسالای سوئد (۱۳۶۵)است.

## سوابق حرفه‌ای
قبل از انقلاب:
- کارشناس بررسی اقتصادی طرح‌ها در شرکت ملی صنایع پتروشیمی (۱۳۴۸- ۱۳۴۵)
- مهندس سیستم و مدیر مهندسی سیستم و فروش در شرکت IBM ایران (۱۳۵۶ - ۱۳۴۸)
- مدیر عامل در شرکت خدمات مهندسی مشاور بوتان (۱۳۵۷- ۱۳۵۶)

پس از انقلاب:
- نخست وزیری ـ معاون وزیر مشاور و رئیس دفتر مخصوص نخست وزیر (۱۳۵۸)
- وزارت نفت ـ معاون وزیر (۱۳۵۹)
- وزارت امور خارجه ـ سفیر جمهوری اسلامی در کشورهای اسکاندیناوی (۱۳۵۹)
- وزارت امور خارجه ـ سفیر جمهوری اسلامی ایران در ژاپن (۱۳۶۶-۱۳۶۱)
- وزارت امور خارجه ـ مشاور وزیر (۱۳۶۵)
- وزارت صنایع سنگین ـ معاون امور اقتصادی و بازرگانی و بین‌المللی (۱۳۶۵)
- وزارت امور خارجه ـ سفیر جمهوری اسلامی ایران در نروژ (۱۳۷۳)
- وزارت امور خارجه ـ مشاور وزیر و استاد دانشکده روابط بین‌الملل (۱۳۷۴)
- فرهنگستان علوم جمهوری اسلامی ایران ـ قائم مقام دبیر کل (۱۳۷۴)
- وزارت امور خارجه ـ مشاور وزیر و مسئول بخش اقتصادی سازمان کنفرانس اسلامی (۱۳۷۶)
- اتاق بازرگانی و صنایع و معادن ایران ـ دبیر کل (۱۳۷۷)
- وزارت امور خارجه ـ مشاور وزیر و رئیس مرکز مطالعات اقتصاد بین‌الملل (۱۳۷۸)
- سازمان همکاری اقتصادی (اکو) ـ دبیر کل (۱۳۷۹)
- وزارت امور خارجه ـ مشاور وزیر و کارشناس خبره امور فرهنگی (۱۳۸۱)
- وزارت امور خارجه ـ مدیر گروه مطالعات فرهنگ و علوم اسلامی (۱۳۸۵)
- وزارت امور خارجه ـ عضو شورای روابط فرهنگی (۱۳۸۶)

## سوابق علمی
- استاد تاریخ ادیان در مدرسه عالی شهید مطهری، دانشکده الهیات دانشگاه تهران، دانشکده روابط بین‌الملل وزارت امور خارجه، دانشگاه الزهرا، مرکز آموزش سازمان فرهنگ و ارتباطات اسلامی و غیره (از سال ۱۳۶۵)
- مؤلف ۱۰ جلد کتاب در موضوعات انقلاب اسلامی ایران، واژه‌نامه ادیان و عرفان، تاریخ ادیان در قرآن، و برداشت‌هایی اجتماعی ـ عرفانی از قرآن کریم
- مترجم ۲۲ جلد کتاب در زمینه‌های فلسفی، عرفانی، شرق‌شناسی، غرب‌شناسی، تاریخ ادیان، ادیان زنده جهان، اسلام‌شناسی، سیر تحول اندیشه‌های فلسفی و غیره
- حضور در تعدادی از دروس فقهی، فلسفی، عرفانی مرحوم استاد علامه آیت‌الله جعفری (از سال ۱۳۴۱)
- رئیس انجمن اسلامی دانشجویان دانشکده نفت آبادان (سالهای ۱۳۴۱ تا ۱۳۴۵) و دبیر انجمن اسلامی مهندسین ایران (سالهای ۱۳۴۵ تا ۱۳۵۷)
- انجام تعداد زیادی سخنرانی و مصاحبه رادیو ـ تلویزیونی در زمینه مباحث سیاسی، اجتماعی، فلسفی، دین پژوهی و عرفانی
- شرکت در تعداد زیادی اجلاس‌های بین‌المللی در زمینه‌های دین‌پژوهی، مذاکرات اسلام و غرب، مذاکرات ادیان ابراهیمی و غیره.
- در حال حاضر محقق، مترجم، نویسنده، استاد دانشگاه، و عضو شورای عالی روابط فرهنگی وزارت امور خارجه.

## روشنفکری دینی
دکتر گواهی در بخشی از کتاب سلطان عشق (نگاهی نو به واقعه عاشورا) می‌آورد:

یکی از مشکلات ما این است که بسیاری از جوان‌ها دین گریز شده‌اند، در حالی که واقعاً هیچ دشمنی با خدا و اسلام و امام حسین ندارند. اینها بی‌دین نیستند بلکه تنها به زبان دینی ما معترضند. واژگان دینی اینها باید واژگان فلسفه علم روز باشد و الگوی دینی ای که وجه عقلانی شان را اشباع کند. مشکل اینجاست که مبلغان دین، روی همان بیان‌های کهنه چند صد سال پیش توقف کرده‌اند! این کاری است که در نهایت جوان را به سوی مسلمان نما شدن می‌کشاند!

وی در بخش دیگری از این کتاب می‌نویسد:

امر به معروف چیست؟ با زنجیر دوچرخه دختر مردم را به دلیل بی حجابی کتک زدن است؟ امر به معروف این است که صبح تا شب مواظب باشیم موی کسی از روسری بیرون نیاید؟ امر به معروف به زور مردم را به دین اسلام درآوردن است یا ایجاد یک ارتباط درست و سالم با مردم و برقراری یک زبان مشترک با همسر و فرزندان، تا اسلام را به آن‌ها بشناسانید؟ متأسفانه آنچه امروز به عنوان امر به معروف و نهی از منکر انجام می‌شود تا حدود زیادی به شکل پوستین وارونه‌ای از اسلام است! یکی از اساسی‌ترین شرایط امر به معروف و نهی از منکر نرم خویی و لینت کلام و خوش خلقی و خوش بیانی و در نهایت جذب دل هاست، کاری که پیامبر انجام می‌داد. بهترین آمرین به معروف و ناهیان از منکر وجود مقدس رسول الله و ائمه طاهرین بودند. آیا هیچ شنیده‌اید که مثلاً حضرت امام سجاد به خانمی توهین کند که چرا مثلاً قدری از موی تو پیداست؟! آن اسلام ائمه است که سراسر رافت و رحمت بود و این اسلامی است که اکنون در کشورهای اسلامی رایج است!

او همچنین در قسمت‌های دیگری از این کتاب "عزاداری سنتی" را با "سنت عزاداری" متفاوت می‌خواند و می‌گوید که باید قیام امام حسین را شناخت و بر اساس آن برای نیاز امروز جوان مسلمان، علی‌الخصوص ایرانی، دستورالعمل ارائه داد. آیا هرگز شنیده‌اید یا دیده‌اید که بزرگان دین سینه زنی کرده باشند؟ یعنی با ریتم و اشعار بی معنایی که فقط موسیقی شان مد نظر است نه به آن معنا که گاهی انسان از شدت غم و درد بی‌اختیار بر پا و سینه خود می‌زند هرچند آن هم‌زمانی ارزشمند است که با شناخت امام حسین همراه باشند. مرحوم علامه جعفری همیشه در عزاداری‌ها سخنرانی می‌کردند. مرحوم آقای مطهری به رغم اینکه انتهای سخنرانی هایشان روضه می‌خواندند، هرگز مراسم سینه زنی نداشتند. وی تأکید می‌کند که نحوه عزاداری‌های امروزی هیچگونه ریشه روایی ندارد. او بیشترین استنادات خود را دراینباره به سخنان شهید مطهری دارد.

## دریافت نشان گنجینه مقدس امپراتوری ژاپن
دکتر عبدالرحیم گواهی در روز جمعه ۱۷ اردیبهشت ماه ۱۳۸۹ نشان مقدس امپراتوری ژاپن را دریافت کرد.

نشان گنجینهٔ مقدس بالاترین نشانی است که در ژاپن به یک فرد خارجی داده می‌شود و گواهی این نشان را به همراه چهار فرد دیگر از آمریکای شمالی، آمریکای جنوبی، بلژیک و اندونزی دریافت کرده‌است.

دکتر عبدالرحیم گواهی به مدت پنج سال سفیر جمهوری اسلامی ایران در ژاپن بوده‌است و دست کم حدود ۵۰ مقاله دربارهٔ پیشرفت کشور ژاپن ارائه کرده و نیز کتاب دین شنیتوئی را با عنوان «شنیتوئیزم» که دین رسمی کشور ژاپن است، تألیف کرده‌است. علاوه بر این‌ها، سخنرانی‌های زیادی را در ژاپن دربارهٔ سوابق فرهنگی دو ملت ایران و ژاپن که به دوران جادهٔ ابریشم مربوط می‌شود، مشترکات ادبی دو ملت با مقایسهٔ داستان‌های گلستان سعدی و کتاب‌های ژاپنی و بزرگی و اهمیت تمدن دو ملت ارائه کرده‌است. او همچنین بنیان‌گذار انجمن دوستی ایران و ژاپن است که حدود ۱۵ سال آن را اداره کرده‌است.

## آثار
کتاب‌های به چاپ رسیده دکتر عبدالرحیم گواهی عبارتند از:

1.       (1350) برگزيده افکار راسل، تأليف رابرت اِگنر (انتشارات قلم، دفتر نشر فرهنگ اسلامي)
2.       (1367) مفاهيم نظري و ابعاد ديني انقلاب اسلامي ايران (به زبان انگليسي)(دانشگاه اوپسالاي سوئد)
3.       (1371) شرقشناسي، تأليف ادوارد سعيد (دفتر نشر فرهنگ اسلامي)
4.       (1371) اديان زنده جهان، تأليف رابرت هيوم (دفتر نشر فرهنگ اسلامي، انتشارات علم) 
5.       (1370) سرگذشت انديشه‌ها، تأليف آلفرد نورث وايتهد (دفتر نشر فرهنگ اسلامي)
6.       (1374) جهان مذهبي: ادیان در جوامع امروز (قطع وزیری)، تأليف رابرت وير (دفتر نشر فرهنگ اسلامي)
7.       (1374)واژه نامه اديان و عرفان(قطع رقعی) (دفتر نشر فرهنگ اسلامي)
8.       (1369) ريشه‌هاي انقلاب، تأليف نيكي كدي (انتشارات قلم، دفتر نشر فرهنگ اسلامي، انتشارات علم)
9.       (1374) ابعاد عرفاني اسلام، تأليف آنه ماري شيمل (دفتر نشر فرهنگ اسلامي)
10.    (1375) اديان آسيایی، تأليف فريد هلم‌ هاردي (دفتر نشر فرهنگ اسلامي)
11.    (1376) درآمدي بر اسلام، تأليف آنه ماري شميل (دفتر نشر فرهنگ اسلامي، انتشارات علم)
12.    (1376) تبيين آيات الهي در اسلام، تأليف آنه ماري شيمل (دفتر نشر فرهنگ اسلامي)
13.    (1376)درآمدي بر تاريخ اديان در قرآن (دفتر نشر فرهنگ اسلامي، بوستان كتاب قم) 
14.    (1377) فاتحين جهاني (جنايتکاران حقيقي جنگ)، تأليف لوئيس مارشالكو (انتشارات تبيان، حامیان آزادی قدس شریف)
15.    (1377) جامعه شناسي اديان، تأليف ژان پل ويلم (انتشارات تبيان، انتشارات علم)
16.    (1377) درمان طبيعي، تأليف دكتر ميشل موري (دفتر نشر فرهنگ اسلامي)
17.    (1377) پوشش خبري اسلام در غرب/ برخورد تمدن‌ها، تأليف ادوارد سعيد (دفتر نشر فرهنگ اسلامي)
18.    (1378) سيماي اسلام، تأليف ويليام چيتيك ـ ساچيكو موراتا (دفتر نشر فرهنگ اسلامي)
19.    (1376) پلوراليسم ديني، تأليف جان هيگ (انتشارات تبيان، انتشارات علم) 
20.    (1379) انسان و طبيعت (بحران معنوي انسان متجدد)، تأليف دكتر سيد‌حسين ‌نصر (دفتر نشر فرهنگ اسلامي)
21.    (1380) افسانه نجات بخشي علم، تأليف ماري ميجلي (انتشارات تبيان، بوستان کتاب قم)
22.    (1381) کوثر(برداشتهايي از قرآن (2 جلد)، (انتشارات آفتاب توسعه، انتشارات علم)
23.    (1382) اثبات وجود خدا، تأليفجان هيگ (دفتر نشر فرهنگ اسلامي، انتشارات علم)
24.    (1385) راهنماي اديان زنده (2 جلد)، تأليف انتشارات پنگوئن (بوستان کتاب قم)
25.    (1392) عذر تقصیر به پیشگاه عرفان و تصوف اسلامی (انتشارات مولی)
26.    (1383) سلطان عشق (مجموعه سخنرانيها در مورد حادثه کربلا) (انتشارات علم)
27.    (1384) جهان مذهبی: ادیان در جوامع امروز (قطع رقعی، خلاصه‌شده، ویراست جدید) (دفتر نشر) 
28.    (1386) پیوند اسلام و مسيحيت، تأليف ريچارد بوليت (انتشارات وزارت امورخارجه)
29.    (1387) شينتوئيزم (انتشارات علم)
30.    (1387) واژه نامه اديان، جدید (ويراست جديد،قطع وزیری) (دفتر نشر فرهنگ اسلامي)
31.    (1387) دموکراسی بی‌حجاب: مسأله حجاب در تركيه، تأليف مروه صفا كاواكچي (انتشارات علم)
32.  (1388)آرامش و دوستي در اديان ابراهيمي، مجموعه مقالات زیرنظر غلامرضا اعوانی و به کوشش عبدالرحیم گواهی(انتشارات علم) 
33.  (1390) اخلاق جنگ در مسيحيت، تألیف گریگوری رایشبرگ، هنریک سایس و آندره بگبی (انتشارات وزارت امور خارجه)
34.    (1390)فرهنگنامه جامع اديان (پژوهشگاه فرهنگ و علوم انساني)
35.    (1392) قطرة باران ما: مجموعه آثار، خاطرات، و مقالات (انتشارات علم)
36.    (1392)یکصد و ده مقاله (انتشارات کلیدر)
37.    (1390)  دین‌پژوهی: جستارهایی در پدیدارشناسی ادیان، مجموعه مقالات ترجمه و تألیف (دفتر نشر فرهنگ اسلامی) 
** (1391) تابستان ـفصلنامه پژوهشی در ادیان جهان (شماره 1)
** (1391) پاییز ـ فصلنامه پژوهشی در ادیان جهان (شماره 2)
** (1392) بهار ـ فصلنامه پژوهشی در ادیان جهان (شماره 3)
** (1392) تابستان و پاییز ـ فصلنامه پژوهشی در ادیان جهان (شماره 4)
** (1393) بهار ـ فصلنامه پژوهشی در ادیان جهان (شماره 5)

38.    (1393) درآمدی بر آینده‌پژوهی (مجموعه مقالات به کوشش عبدالرحیم گواهی) (انتشارات پارس ضیا/علم‌آفرین) 
** (1393) اسفندماه ـ فعالیت‌های آینده‌پژوهی در ایران (دفتر اول) (فرهنگستان علوم جمهوری اسلامی ایران)
** (1393) تابستان و پاییز ـ فصلنامه پژوهشی در ادیان جهان (شماره 7 و 6)
**(1394) پاییز ـ فصلنامه پژوهشی در ادیان جهان (شماره 9و 8)
**(1394) اسفندماه ـ آینده‌پژوهی در ایران (دفتر دوم)(فرهنگستان علوم جمهوری اسلامی ایران)

39.    (1393) دین و چالش‌های جهان معاصر: پاسخ به پرسش‌های اعتقادی، علمی، فلسفی و دینی (4 جلد) 
40.    (1394) تاریخچه دین‌شناسی تطبیقی (شارپ)، (دانشکده ادیان و مذاهب قم)
41.    (1395) خدا در علم: سه رساله فلسفی، کلامی، علمی و عرفانی در معرفت کردگار (دفتر نشر فرهنگ اسلامی) 
42.    (1396) الگوهایی در دین‌شناسی تطبیقی، تألیف میرچئا الیاده (انتشارات کلیدر)، (انتشارات جامی)
43.    (1397) بر آستان جانان (انتشارات لوح محفوظ)
44.    (1397) وحدت متعالی ادیان (انتشارات نقد فرهنگ)
45.    (1398) انسان معاصر و پرسمان دین (2 جلد)، (انتشارات بوستان کتاب قم)
46.    (1398) درگذر ایام خاطرات دکتر عبدالرحیم گواهی (دوران سفارت در سوئد، ژاپن و نروژ) (انتشارات وزارتخارجه)
47.    (1398) برکرانه‌های روشنفکری: نقد و بررسی آراء روشنفکران (انتشارات نقد فرهنگ) 
48.    (1398) دیپلماسی فرهنگی (انتشارات رامند)
49.     (1397) نفحات روشن: درسگفتارهای عرفانی میرزا عبدالکریم روشن تهرانی، به کوشش عبدالرحیم گواهی (انتشارات آیت اشراق) 
50.    (1398) دربارگاه پاکان، درسگفتارهایی با موضوع حضرت علی(ع) و حضرت فاطمه(س)، (انتشارات رامند)
51.    (1399) ادیان جدید ژاپن (انتشارات جهان کتاب)
52.    (1399) ادیان زنده جهان از منظر اسلام، (انتشارات پارس کتاب) 
53.    (1399) علم و دین(وین) (انتشارات آوای نور)
54.    (1399)  خلاصه دین و چالش‌های جهان معاصر،  یک جلدی، (انتشارات جامی)

## مقالات
دکتر عبد الرحیم گواهي تا آخر سال 1399 بيش از 275 مقاله با موضوعات عرفاني، اخلاقي، قرآني، فرهنگ و ادب، سياست، اعتقادي و فلسفي نوشته اند که علاقه مندان مي توانند بسياري از اين مقالات را در کتاب يکصد ده مقاله جلد1 و 2 مطالعه نمایند.